# Wanjiru Kihoro
Wanjiru Kihoro, née le 9 septembre 1953 et morte le 12 octobre 2006, est une économiste, une femme de lettres et une militante féministe du Kenya. Elle a été l'une des fondatrices de l'organisation panafricaine féminine Akina Mama wa Afrika (AMwA) et du Comité pour la libération des prisonniers politiques au Kenya (CRPPK), pour protester contre l'incarcération de Kényans lors du régime autoritaire de Daniel arap Moi.

## Biographie
Kihoro est diplômée en économie de l'Université de Columbia, à New York. Elle a complété par un MA en sociologie du développement et par un Doctorat à l'Université de Leeds, mené en parallèle  de sa vie professionnelle à la fin des années 1980.
En 1982, Kihoro et son mari quittent le Kenya et s'installent à Londres en exil, à la suite de l'intensification des arrestations de dissidents, notamment d'avocats et d'universitaires, par le régime de Daniel arap Moi. Elle fonde alors le Comité pour la libération des prisonniers politiques au Kenya (CRPPK),. Avec d'autres militants, Kihoro  écrit pour Kenya News. Elle travaille pour The Africa Centre de Londres en 1984., ainsi que pour la conférence des Églises de toute l'Afriques, le Conseil chrétien national du Kenya (National Christian Council of Kenya) et l'United Church Board for World Ministries.
En 1985, elle co-fonde l'Akina Mama wa Afrika, une organisation à base communautaire pour les femmes africaines. En 1992, elle participe à l'ABANTU for Development,  une action de formation des femmes africaines pour des postes de leadership,  mise en place à Nairobi, au Kenya, avec des bureaux au Nigeria et au Ghana.
Elle retourne au Kenya avec sa famille lorsque Daniel arap Moi se retire de la vie politique et transmet le pouvoir à Mwai Kibaki, en 2002.
Elle décède en 2006, après quatre années passées dans le coma à la suite d'un accident d'avion,. Son mari, et ses quatre enfants, Wangui, Pambana, Amandla et Wairimu lui survivent,